# ホシ・サトウ
ホシ・サトウ（Hoshi Sato）はアメリカのSFテレビドラマ『スタートレック:エンタープライズ』に登場する架空の人物。年齢：20代前半、地球人女性、地球初のワープ5宇宙船エンタープライズ(NX-01)の通信士官及び儀典士官、階級は少尉。
エンタープライズで通信士官を務め、またクリンゴン語を含め40以上の言語を話す言語学者でもある。異星人とのコミュニケーションにおいては、専門家として万能翻訳機の操作を担当するという重要な役割を担った。ブリッジでは耳につける小型機械により、外部の通信を担当する。
サトウ=佐藤は日本人に多数ある姓の一つで、名のホシは日本語の「星」に由来しており、アーチャー船長からは「ホシ」と呼ばれる。日本人のレギュラーキャラクターは、最初のシリーズ『宇宙大作戦』(TOS)に登場するヒカル・スールー（ミスター・カトー）以来である。

## 経歴
番組中では明確には公開されておらず、いくつかの矛盾点も存在する。
2129年
7月9日、京都にて3人兄弟の第2子として誕生。
宇宙艦隊アカデミー及び宇宙艦隊時代
入隊年月日は不明。宇宙言語学者であり、アカデミーを2番目の成績で卒業。艦隊で3年の訓練を受けた。
2151年
艦隊を休暇中で、ブラジルの大学で言語学を教えていた。言語能力が高く認めていたジョナサン・アーチャーに呼び戻され、最初は宇宙船での航行に不安をもっている為に断ったが、アーチャーよりクリンゴンの声を聞かされ、エンタープライズに乗船を決め、艦隊に復帰、通信士官及び儀典士官に就任する。アーチャーとは乗船前からの関係のように考えられるが、明らかになっていない。この時は「学生たちに別れの挨拶をする時間もなかった」と不満を漏らした（第1・2話 "Broken Bow" 「夢への旅立ち」）。
2161年
エンタープライズの退役とともに船を下り、ブラジルに戻る。任務終了後には再度ブラジルに戻ろうと考えていることが明らかになった。エンタープライズでの任務が十年に渡ったにもかかわらず、階級は少尉のままであった（第98話 "These Are the Voyages..." 「最後のフロンティア」）。その理由はエピソード中で明らかにされていない。
このような昇進の遅さはTOSのパヴェル・チェコフ、TNGのウィリアム・T・ライカー、VOYのハリー・キムなどの例が存在し、必ずしも異例ではないが、ライカーは昇進の話を何度か断っている。キムに関しては、U.S.S.ヴォイジャーに乗った為に昇進出来なかったと、本人がエピソード中で語っている。なおこの第98話のENT関連の出来事は、24世紀においてエンタープライズDのホログラムデッキで、ライカーが再生している歴史再現ホログラムであるため、24世紀まで個人経歴の詳細が正確に伝わっていなかった可能性もある。またライカーとの会話で、チャールズ・タッカー三世に好意を持っている事を打ちあける。
退役後
タカシ・キムラと結婚、植民惑星のタルサスIVに居住し、30代後半で宇宙言語の翻訳マトリックスを完成する。
2246年
同星にて飢饉が発生し、コドス知事により人口の半分が虐殺された事件が発生し、その被害者として死亡。TOSのエピソード「殺人鬼コドス」で、後日譚が描かれている。

## プロフィール
- 耳が異常に良く、小さな音の変調も聞き分けられる、その為エンタープライズのスピードが変わるたびに初期の頃は怖がっていた。中期及び後期も本当は怖かったが、表に出さないようになる。
- 当初割り当てられた部屋は Eデッキ右舷セクション5 だったが、訓練飛行では 2度とも左舷側だったため、ポーター少尉と入れ替えてもらっている、女性的な我侭な面も持ち合わせてる（第3話 "Fight or Flight" 「死のファースト・コンタクト」）。
- 料理が好きだが、エンタープライズの厨房をあまり使わせてくれないと不満がある（第12話 "Silent Enemy" 「言葉なき遭遇」）。
- 第一シーズンのエピソード「楽園での出来事」では、ラヴィス（俳優:ルドルフ・マーティン/Rudolf Martin）と名乗る行きずりの異星人相手と一夜を過ごしている。ちなみに彼らの言語は話す速さで意味が違ってくため、ラヴィスの星の名前は、地球人は発音出来ないとの事（第25話 "Two Days and Two Nights" 「楽園での出来事」）。
- ポーカーのチップを投げ捨てようとした中隊長の腕を、合気道の黒帯所持者であるサトウが折ってしまったため、宇宙艦隊から追われたと語っている（第87話 "Observer Effect" 「死の観察者」）。
- トラヴィス・メイウェザーに惹かれている事をうかがわせる表現もある。
- スペース病にかかった為に本来は「こぶしが白くなるほど」宇宙の旅に対して臆病である。閉所恐怖症であることが判明している。

家族
- 父親 - 名前は不明だが、第36話「転送空間の恐怖」(Vanishing Poin)にてアーチャーが同じ苗字の「サトウ」を呼んでいたので、姓は同じと判断できる。職業は地球連合宇宙艦隊士官。演じたのはKeone Young。
- 祖父 - 名前はミチオ・サトウ。

## 鏡像世界でのサトウ
鏡像世界の階級は中尉である。I.S.S.エンタープライズでは通信士官を務め、艦長のフォレスト大佐の愛人でもあり、更に次の艦長となったアーチャー中佐の愛人にもなった。
アーチャーが U.S.S.ディファイアントを用いて反乱を鎮圧した後、サトウはメイウェザーを新たな愛人に選び、アーチャーを毒殺。その後地球に帰還した際には自らを皇帝と名乗り、地球帝国に服従を要求した。
U.S.S.ディファイアントの記録では、退役後もアーチャーの元で通信士を続けており、宇宙艦隊から引退したときの階級は少佐であった。「暗黒の地球帝国」では少佐にまで昇進したことが判る。視聴者がテレビ画面の映像から全てを確認することは出来ないが、脚本家のマイク・サスマンは TrekBBS において「この経歴が放映されたシーンでは全部が読めるように表示されていないため、必ずしも公式なものではない」と述べている。

## 俳優・声優
- 韓国系アメリカ人の女優リンダ・パークが演じた。
- 日本では工藤夕貴が、この役のオーディションを受けたことを2001年4月27日のブログ（インターネットアーカイブ）に記している。
- 日本語版の吹き替えは、当初は岡寛恵。第3シーズンからは日本語版の作成と放映に間が開いたため、弓場沙織に交替。

## メインエピソード
- 第 1話 夢への旅立ち - キャラクター紹介。エンタープライズへの乗艦。
- 第 3話 死のファースト・コンタクト - 異星船の乗組員が殺害されている現場を見て恐怖を露わにする。
- 第22話 漂流生命体の叫び
- 第36話 転送空間の恐怖 - 転送装置の初使用。
- 第58話 孤独な亡命者 - ズィンディについて学ぶため異星に留まる。
- 第74話 評議会の分裂 - ズィンディとのコミュニケーション。
- 第75話 地球攻撃10時間前 - ズィンディの爬虫類族により地球を破壊するため誘拐洗脳される。
- 第76話 最終決戦 - 地球破壊前にズィンディ兵器を破壊するために暗号解読をする。
- 第87話 死の観察者 - オルガニア人により病原体の運搬役にされる。